# Шандивер, Одетта де
Одетта (или Одинетта) де Шандивер, (фр. Odette de Champdivers; 1391, Бургундия — ок. 1425?), прозванная «маленькой королевой» — фаворитка короля Франции Карла VI Безумного.

## Происхождение
Одетта (Удина, Одинетта) де Шандивер была дочерью королевского конюшего (лат. Marescallus equorum) Одена де Шандивер и сестрой Гюо де Шандивера, мэтр д’отеля двора. Неправильно понятый перевод профессии её отца привел к путанице в исторической литературе и долго бытовавшей легенде, что Оден де Шандивер торговал лошадьми.
Семья Шандивер происходила из Бургундии, сеньоры де Шандивер были вассалами местного герцога, так что существует предположение, что представление Одетты ко двору среди прочего преследовало цель усилить там бургундское влияние.

## При дворе
Предполагается, что Одетта была вначале любовницей брата короля, герцога Орлеанского, Он же, по всей видимости, в 1405 году представил её ко двору. На Одетту обратила внимание королева Изабелла Баварская, когда шизофренические признаки у Карла VI стали повторяться чаще и королева постоянно становилась жертвой немотивированной жестокости супруга, который в помрачении рассудка пускал в ход кулаки и со временем становился всё опаснее.
Опасаясь за свою жизнь, королева искала женщину, которая могла бы заменить её, превратившись одновременно в любовницу и сиделку по уходу за больным. Её выбор остановился на юной Одетте, после чего, родив ребёнка в 1407 году, королева окончательно оставила супруга, вплоть до того, что перестала заботиться о пище и денежном снабжении для него, предоставив всё Одетте.
Расчёт королевы оказался точным, Карл действительно привязался к своей сиделке, которая служила ему верой и правдой в течение 16 лет. Её дочь от короля, Маргарита Валуа, родилась в том же 1407 году.
Согласно составителю хроники царствования Карла VI Жувенелю дез Юрсену:
Как тяжко было слушать сетования и жалобы доброго короля, когда он чувствовал, что вновь погружается в пучину безумия, и взывал к милосердию Господа, и Божьей Матери и всех святых, и громко молился; благородные кавалеры, дамы и девицы горько плакали от сострадания и жалости к нему.
Одетта единственная могла сдерживать приступы ярости, во время который король становился опасным для окружающих и для самого себя, по воспоминаниям современников, одного укоризненного взгляда, или в худшем случае угрозы разлюбить и оставить его хватало, чтобы купировать приступ.
Считается, что, пытаясь развлечь больного, она приказала изготовить для него колоду карт — первую во Франции. Художнику, выполнившему заказ, было уплачено «шесть су парижской чеканки». Король действительно пристрастился к игре и проводил часы за карточным столом.
Одетте де Шандивер и её дочери было подарено два поместья — одно в Кретейле и другое в Баньоле. Сохранилось предание, что, ложась в постель, Одетта должна была надевать ночное платье королевы, и часто Карл не слишком хорошо понимал, кто рядом с ним.
В течение последних 37 дней, когда король умирал от лихорадки, она безотлучно находилась рядом с ним, но сознание Карла прояснилось буквально за несколько минут до смерти. Жувенель дез Юрсен так передает его последние слова:
Король прошептал: Моя дочь… я тебе отдаю… отдаю… а! Я позабыл, у короля Франции ничего нет… Благословение, вот и всё, чем он может одарить… Одетта!… Одетта!..
Королевы Изабеллы не было рядом с супругом во время его агонии, не было её также на похоронах.

## После смерти короля
Сразу после смерти короля в 1423 году Одетта вместе с дочерью вернулась на родину, в Сен-Жан-де-Лон, в Бургундии. Королевской пенсии она лишилась, но герцог бургундский Филипп Добрый ещё какое-то время продолжал поддерживать её в денежном отношении. В счётных книгах остались указания о том, что «девице де Шандивер и её дочери Маргарите де Валуа» было выплачено 20 франков в октябре и ещё 30 франков в декабре того же года.
Ещё раз Одетта де Шандивер оказалась замешана в политических интригах в т. н. «деле Этьена Шарло». Этот францисканский монах (или, как их называли во Франции, кордельер) был направлен дофином в Бургундию с явно шпионскими целями — выяснить настроение в городах и определить, насколько серьёзны укрепления и насколько хорошо несётся караульная служба.
На обратном пути, когда монах возвращался к Карлу с донесением, его пригласила к себе через пажа «маленькая королева» Одетта де Шандивер и, узнав, что он уроженец Бурбоннэ и направляется к дофину, отправила вместе с ним предупреждение о готовящейся в Лионе резне. Сторонники англичан (герцога Солсбери) собирались захватить этот город врасплох и вырезать в нём всех сторонников арманьяков.
Сведения благополучно достигли дофина, однако монах на обратном пути был схвачен и предстал перед герцогским судом; причём во время допроса «чистосердечно, без применения пытки» признался во всём и среди прочего выдал Одетту.
Она вместе с 16-летней дочерью была вызвана на допрос, причем, учитывая достоинство обвиняемых, вёл его лично бургундский канцлер Ролен. Одетта подтвердила, что рассказала Шарло о готовящейся резне, но при том настаивала, что это было сделано во время исповеди, и в основе её поступка лежали чисто христианские чувства — не допустить бессмысленного кровопролития. Этой же версии она держалась во время очной ставки с монахом. Ничего не удалось добиться и от Маргариты, которая вскользь лишь упомянула, что «лишившись земных благ», мать не собирается заодно губить и свою душу.
Так или иначе, обвинение против Одетты де Шандивер не получило ход. В дальнейшем она по-прежнему пользовалась милостями герцога и, по всей видимости, очень скромно жила в Дофине, где и умерла приблизительно в 1425 году. Два года спустя король Карл VII официально признал её дочь своей единокровной сестрой и выдал её замуж за богача Жана де Арпеданна, сеньора де Белльвилль.

## В культуре
- Одетте де Шандивер Оноре де Бальзак посвятил один из романов, который называется по её имени.
- Она также выступает как героиня романа А. Дюма «Изабелла Баварская, или царствование Карла VI».
- Именем Одетты де Шандивер назван один из сортов французской розы.
- Виктор Югенен, скульптор из Франш-Конте, высек из белого мрамора скульптуру Одетты, на коленях которой засыпает король. Статуя была впервые выставлена в Лувре в 1828 году, сейчас находится в Доле, во дворе местного исторического музея. На пьедестале выбита цитата из романа Дюма:

— Шарль, тебе так хорошо? — спросила Одетта.

Король поднял на неё глаза. — О, да! — ответил он. — Шарлю хорошо… так хорошо… Сейчас Шарль будет спать, а Одетта — хранить его сон.
- Имя Одетты де Шандивер упоминается также в историческо-любовном романе Жюльетты Бенцони «Катрин».
- Одетта упоминается в романе Жан-Франсуа Намьяса (фр. Jean-François Nahmias) «Перстень с волком» (La Bague au loup), повествующем о продолжении Столетней войны и Франции того периода.